# 弗洛里安·克林格
弗洛里安·克林格（德語：Florian Kringe，1979年5月18日—）是一位德國足球運動員。在場上司職中場。現在他效力於德乙球隊聖保利。

## 生平
克林格自1994年已開始效力多蒙特，他在2002年被多特蒙德外借到科隆兩年，於2004年返回多特蒙德。2009年，他再被多特蒙德外借到柏林赫塔，為期一年。

## 外部連結
- Player Profile at BVB.de （页面存档备份，存于）
- Career stats at Fussballdaten.de （页面存档备份，存于） （德文）
- Official Website （页面存档备份，存于） （德文）